# Neolophonotus micropterus
Neolophonotus micropterus là một loài ruồi trong họ Asilidae. Neolophonotus micropterus được Macquart miêu tả năm 1838.